# E@I

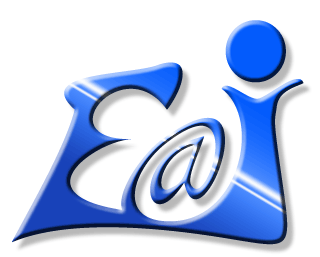
E@Iロゴ

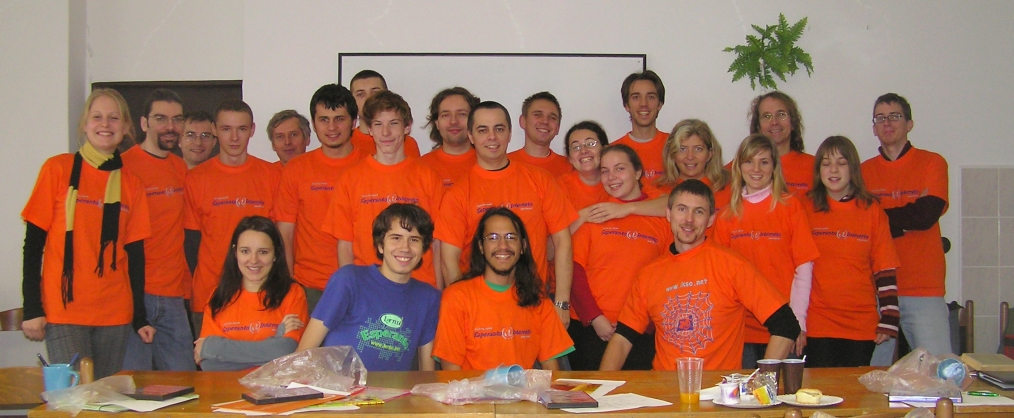
2006，11月 E@I ゼミナール 参加者

E@ Iは若者たちのインターネット技術や言語の利用を支援する国際非営利非政府組織。1999年に始まり、2005年にスロバキアで正式に市民団体として登録された。欧州評議会の設立した欧州青年財団の組織の1つにあたる。

## 歴史
このプロジェクトのアイデアは1999年11月に始まった。2000年4月、スウェーデンで同名の会議が行われ、その結果、この名前のグループが発足した。香港で行われた第56回国際青年エスペラント大会において、ヘヴィング・ヴォン・ローセンとホーカン・ランドバーグはこのプロジェクトの目標を発表し、翌年にikso.netのドメインでサイトを開設した。E@Iの2回目の会議はウプサラで行われ、その後も3回目が行われた。これは非エスペラント母語話者とのコラボでもあり、エスペラントと英語のバイリンガルでもあった。2002年から2004年にかけては、lernu!などが開発され、理事会も作られた。初期は5人で構成されていた。
翌年、スロバキアの内務省より市民団体として登録された。この際、E@Iではなく、「Esperanto@Interreto」として登録している。2007年には新しい役会が発足し、欧州青年財団にも加入した。
今日においてもプロジェクトは進行しており、最新のものでは欧州委員会から25万6000ユーロ（日本円で約3600万円）を受けて作られたスロバキア語学習サイト、Slovake.euがある。また、エラスムス計画を通じ大学生のインターンシップを認可するようにもなってきている。